# Alen Vitasović
Alen Vitasović (Pula, 5. srpnja 1968.) hrvatski je pop glazbenik.

## Životopis
Već je s pet godina počeo pokazivati zanimanje za harmoniku, a s 12 godina (1980.) osniva svoj prvi glazbeni sastav. Kasnije postaje članom sastava istarske regije s kojima svira većinom po turističkim mjestima. U svim sastavima bio je glavni, vokalni solist, klavijaturist i saksofonist. Završio je srednju muzičku školu u Puli, specijalizirano, odjel saksofon i klavir. Nakon toga, nastupa u raznim sastavima u Hrvatskoj, Sloveniji i po Europi, gdje je skupio veliko iskustvo i naučio svirati još nekoliko instrumenata: gitaru, flautu, bubnjeve.
Po povratku, dvije godine radio je honorarno na radio postaji HR-a Pula kao glazbeni urednik. Tamo je i upoznao Livia Morosina s kojim počinje uspješnu suradnju čime je započela njegova profesionalna karijera.

### Samostalna karijera 1993. - danas
Početak njegove samostalna karijere, 1993. obilježila je pjesma "Ne moren bež nje", koja ga dovodi do uspješne suradnje ponajviše s autorom Liviom Morosinom, a i ostalim hrvatskim skladateljima. Ubrzo postaje jedan od najpopularnijih i najuspješnijih hrvatskih izvođača u tadašnje vrijeme. Uskoro osniva i vlastiti sastav "Superfree", s kojim uživo promovira svoje pjesme. Sastav svira širom Hrvatske, Slovenije, BiH, SAD, Njemačke, Švicarske itd. Od toga se izdvajaju samostalni nastupi u dvoranama Vatroslav Lisinski, Dom sportova, Gripama-Split, dvorani Mladosti u Rijeci, stadion u Vinkovcima, Pulskoj Areni i slični.
Vitasović je i pobjeđivao na većini hrvatskih festivala, neki su:
- pobjeda na Melodijama hrvatskog Jadrana-Split 1995.
- pobjede 1994., 1995., 1996. na Arenafestu u Puli
- pobjeda 1995. u Zadru
- pobjeda 1995. u Melodije Istre i Kvarnera
- pobjeda 1997. na Radijskom festivalu.-Vodice
- pobjeda 1999., 2004. na Korčula festivalu
- te više drugih i trećih mjesta, uspješnih nastupa i nagrada.

Godine 1995. nominiran je u čak 5 kategorija za prestižnu hrvatsku nagradu Porin, a osvojio je nagradu za najboljeg debitanta. Odlukom predsjednika republike Hrvatske 1997. godine dobio je Red Danice hrvatske s likom Marka Marulića za osobit doprinos kulturi Hrvatske. Aranžer je i producent većine svojih pjesama.
Vidi još: Ča val
Pomoću svojih pjesama približio i popularizirao istarsku čakavicu širem hrvatskom slušateljstvu.
Kao glazbenik je 6 puta nastupio na festivalu Dora, hrvatskom izboru za pjesmu Eurovizije.

### Suradnja s ostalim autorima
Vitasović je otpjevao više dueta s poznatim izvođačima iz Hrvatske i inozemstva: Lisom, Crvenom jabukom, Šajetom, Harijem Rončevićem, Majom Blagdan[nedostaje izvor], Brunom Krajcarom, Adamom Končićem, Eleonorom Turčinović. Surađivao je i s najboljim hrvatskim autorima, aranžerima, tekstopiscima, producentima kao Nikša Bratoš, Duško Mandić, Stipica Kalogjera, Livio Morosin, Bratislav Zlatanović, Robert Pilepić, Zrinko Tutić, Boris Krainer, Bruno Zahtila, Bruno Krajcar, Ivica Krajač, Robert Grubišić, Olja Dešić, Robert Funčić, D. Načinović i drugi.
S velikom ljubavlju pokušava sačuvati i originalni glazbeni izričaj svoga istarskog kraja pa je tako više puta nastupao na smotrama istarskog folklora pjevajući i svirajući narodne pjesme. Prilog tome je šest sudjelovanja na Etnofestu u Neumu, zajedno sa svojim ocem, bratom, stricom i kumom.

### Televizijska karijera
U 2006. godini, Vitasović se okušao i u glumačkim vodama, glumeći lik Karla Petkovića u hrvatskoj sapunici "Zabranjena ljubav". Vitasović je glumio lik beskrupuloznog menadžera koji je namjeravao voditi karijeru mladih novih, pjevačkih nada, Matije Lončara i Tine Bauer, koje su tumačili Filip Riđički i Antonija Šola.

## Diskografija
- "Gušti su gušti" (1994.)
- "Svi festivali" (1995.)
- "Come va?" (1997.)
- "Ja ne gren" (2000.)
- "Grih" (2003.)
- "Tone i pretelji" (2003.)

U nepunih 8 godina prodao je oko 130 000 nosača zvuka.

## Vanjske poveznice
- http://www.diskografija.com/umjetnik/alen-vitasovic.htm
- http://www.zvijezde.info/alenvitasovic  Arhivirana inačica izvorne stranice od 29. listopada 2008. (Wayback Machine)
- http://www.hrt.hr/dora/dora2007/izvodjaci/alen_vitasovic.html  Arhivirana inačica izvorne stranice od 18. veljače 2008. (Wayback Machine)